# There She Is!!
大鼻子
畢業於延平中學，目前就讀成功高中，喜愛穿搭，時常穿著心愛的球鞋到球場和公園的阿公打籃球，儘管屢戰屢敗，他仍不放棄，持續的練習，精進投籃動作

## 角色
Doki：(도키，参见韩语tokki 토끼 “兔子”) ：女性的兔子角色。为人和善，对Nabi一见钟情，陷入热恋。尽管如此，她有时会为了得到自己想要的东西而不择手段。她有给成为朋友的动物繫上绿丝带的习惯（像Nabi的绿色围巾一样）。
Nabi：(나비，参见韩语goyang'i 고양이，“小猫”) ：男性的猫角色。起初他并不愿意回应Doki的感情，觉得Doki的幼稚十分恼人，並且害怕与Doki交往所带来的社会压力。后来他逐渐包容Doki，最後完全接受了Doki。他总是披着一条颇具艺术气息的绿色围巾。在动画第3集中，可见其送报员工作。Nabi 可译作“蝴蝶”，亦是韩国常见的宠物猫名字。
Jjintta Set：(찐따 세트 Jjintta Seteu，可译作“蠢蛋三人组”)： 男性的刺毛硬脖兔角色。他们的母亲是兔子、父亲是狮子。他们在第2集时与Nabi和Doki有小冲突，但后来发展出与Nabi的友谊。
- Il-ho：(일호，“一号”[6])：老大，开始嫉妒Nabi并护着Doki。第2集中以为Nabi强迫Doki与其交往，后来才解除误会。第5集中，尽管很不情愿，他仍给Nabi一张往“paradise”的机票（Doki拿走了另一张）。就动画来看，他的行为动机并不清楚，但2016年時作者解释说這一切皆是出于血缘关系[5]。

- Yi-ho：(이호，“二号”)： 老二，戴着一只独眼罩，喜欢第2集中出现的键盘手Pi。

- Sam-ho：(삼호，“三号”)：老三，戴着口罩，总是與他的哥哥们搭不上调。[7]

Band：（官网未给出资料）：出现于第2集，由女性猫键盘手Pi和男性兔吉他手Moon组成。
Red Eyes：戴着太阳镜的高大男性兔角色，其為职业艺术家，是本作反派角色。

## 第一步: "There She Is!"
该系列的第一个动画于2003年4月20日在SamBakZa网站上发布。其配乐是韩国斯卡乐队Witches(위치스)的歌曲"There She Is!"(떳다! 그녀!!)。
情节围绕着雌兔多基遇见、爱上并追逐雄猫纳比,在一個两个物种之间的爱情在社会上不被接受的世界里展开。这个短片的主题是所有的爱都可以被接受并有机会發展之。纳比试图治愈多基对他的迷恋,但在看到她爱他的程度后,他屈服了,并在她身上找到可以欣赏的东西。
2004年发布一个带有英文字幕的版本,获得了高度赞誉。直到2006年,为准备最后三步,角色的名字才被公开。
"There She Is!"在2004年巴西里约热内卢的Anima Mundi网络节上被提名"专业奖"和"网络评审奖"。它赢得了这两个类别的獎項。

## 第二步: "蛋糕舞"
该系列的第二个短片"蛋糕舞"(떳다 그녀!! step 2. - 케이크 댄스)于2005年2月25日在SamBakZa网站上发布。其配乐是韩国流行歌曲"祝我生日快乐"由Bulldog Mansion演唱。
像它的前作一样,它延续了经典漫画风格元素,但也包含了相当多的全动画之动作场景。纳比穿越各种障碍物携带多基的生日蛋糕,包括一群攻击他的兔子,笨蛋组,他们因为二号错误地认为纳比强迫多基进入这段关系而攻击他。
值得注意的是,在短片结尾,多基和纳比(以及其他派对成员)被赶出咖啡馆,这是因为多基公开表现出对纳比的爱意。咖啡馆老板通过在门上展示一个"反对异族通婚"的标志,明显表现出对這個跨物种关系的偏见。这预示该系列第四步中发生的一些事件。最后,纳比遇到一隻年轻的雌兔,观众被导引相信她处于纳比在这一集开始时所处的相同困境,他主动提出帮助她安全地穿过街道,带着她的蛋糕(可能就是在第一个场景中跑过的那个小女孩,被一个拿着鱼的兔子男孩取笑,可能是嘲笑她喜欢一只猫)。

### 彩蛋
如果在stampede场景中点击月亮上的鱼,将会出现原始漫画,主角是多基和纳比(标题为"只有你"),随后是创作者的感谢。这只在短片的英文版本中出现;韩文版本显示的似乎是Flash中动画面板的快照,可能来自第二步。
月亮上飞翔的鱼是对另一个SamBakZa动画《热鱼》的引用,多基和纳比在其中也有出场。由于配乐"Sera"(由Jeo Qu-cheon演唱)的版权问题,目前官方无法提供。然而,它可以在YouTube上找到。
地铁站墙上的标志写着"Bulldog Mansion"。点击它们会给出一个链接到他们(现已失效)的网站。

## 第三步: "多基和纳比"
第三步开始了对前两个视频的深入三部曲续集。它于2008年5月21日至25日在SICAF(首尔国际卡通与动画节)首映,并于5月30日在网上发布。其配乐是韩国流行歌曲"3차성징"(Sam-cha Seong-jing,翻译为"第三性征")由T.A.COPY演唱。
这一步描绘了多基和纳比的第一次约会。纳比开始时不愿接受多基的爱,但随着约会的进行开始回应。笨蛋组和他们的反对被打乱了,当多基扑倒一号并拥抱他,然后将拥抱变成类似于nelson的动作。最后,纳比邀请多基进行第二次约会,他们的关系发展成为相互的浪漫,他们分享了第一个吻。这一集中,异族通婚的主题更加突出,他们关系的后果也是:这一步以一块石头被扔进纳比的窗户结束。

### 彩蛋
点击加载屏幕右上角的云会触发一个替代开场,重点展示多基前往纳比家的过程。在邻居场景中点击黑色海报会在另一个窗口打开T.A.COPY的网站。
多基与刺猬交朋友的场景是对宫崎骏的《风之谷》的致敬,其中娜乌西卡驯服了狐狸松鼠泰托。在同一场景之前,有一个时刻多基让纳比用胡萝卜喂她的动物,这是对宫崎骏的另一部作品《天空之城》的致敬,其中帕祖给希塔面包屑喂他的鸽子。
在多基追逐纳比的场景中,在所有捕捉纳比的尝试都失败后,多基向纳比的头上扔了一个精灵球(在YouTube重新发布的版本中被模糊处理以避免版权问题)。在此之前还引用了MS18E Kampfer在《机动战士高达0080:口袋里的战争》系列中使用的链式地雷。

## 第四步："天堂"
第四部短片"天堂"于2008年8月20日发布。其配乐是Tabu的韩国摇滚歌曲"Wolsik"，来自专辑《月食》。
在这一步中,主角们面对社会对跨物种婚姻的反抗,Doki被愤怒的暴民袭击。她试图逃跑,直到她的宠物刺猬转身面对追赶者。Doki回去救它,但受伤住院。Nabi担心反对跨物种婚姻者会进一步伤害Doki,突然结束了关系,在门上贴出反跨物种婚姻的标志。Doki考虑邀请他一起去"天堂"(暗指一个接受跨物种婚姻的地方),没注意到Il-ho在暗中监视她。Il-ho与冷漠的Nabi对质,试图用拳头让他清醒过来,但他的行为引发了支持跨物种婚姻者的攻击,他们以为他在恶意攻击Nabi。Il-ho转身要离开,却发现反对跨物种婚姻者挡住了去路。沮丧之下,他盲目地冲入人群,却误打到了他的兄弟Yi-ho。这引发了支持者和反对者之间的骚乱。
随着战斗平息,我们看到Doki站在她已经停止呼吸、可能已经死亡的刺猬旁哭泣。Doki试图联系Nabi,但他无法回答,因为他在骚乱中与Il-ho一起被逮捕。Doki认为Nabi对与她的关系不感兴趣,失去了所有希望。她从公寓楼顶扔下手机,决定离开去"天堂"。
这一集的性格比之前的几集更加黑暗,主要以黑白色调呈现,只有Nabi标志性的绿色围巾、Doki脸红的脸颊和标志性的粉色蝴蝶结,以及众多跨物种婚姻抗议标志以彩色呈现。随着剧情发展,Nabi的围巾颜色逐渐褪去;当他与Doki断绝关系时,他的围巾完全变成了灰色。在这种色彩意象的使用中,可以看到SamBakZa新赞助商的影响和他们技术能力的提升。在结尾,当Doki失去了Nabi爱她的所有希望时,她标志性的粉色蝴蝶结和脸颊也变成了灰色。
在Newgrounds上透露,作者认为人们不会喜欢这部分系列,因为它太严肃了。
但最终,它也被Newgrounds观众接受,获得了大量观看。

## 最后一步："想象"
《There She Is!》的最后一步于2008年12月9日在中央电影院与该系列的其他部分一起首映,同时还有其他各种短片Flash动画。由于意外的需求,网站在发布后崩溃了。其配乐是Brunch的歌曲"Imagine"。开场曲是传统英文歌曲《绿袖子》的重新编曲版本,名为"Greensleeves to a Ground",这是因为它提到了绿色,而且歌词相关。片尾曲是原版"There She Is!!"音乐的改编版。
在这一步中,Doki在树枝上系上一条绿丝带,然后离开去"天堂"。Nabi获释后,坐在他第一次遇见Doki的自动售货机旁的长凳上(现在已经被严重破坏)。在他旁边,一只被主人遗弃的小黄鸟徘徊。Nabi救了这只鸟免于被车撞,他们来到Doki系丝带的树前。随风飘动,Nabi看到树枝上系着数十条绿丝带,代表着人们希望改变的愿望。(在亚洲,在树上系丝带许愿是向神祈祷的方式。)意识到他并不孤单地相信猫/兔之爱应该被接受,Nabi开始追寻Doki,他的围巾重新变成绿色。
当Nabi跑向机场时,他遇到了支持和反对跨物种婚姻群体之间的另一次对峙。支持跨物种婚姻的领导看到他,以为Nabi要冲向反对跨物种婚姻的群体,于是带领他的群体发动攻击。当反对跨物种婚姻的群体冲锋时,Nabi被卷入另一场骚乱。灰兔子发现Nabi并试图抓住他,但没有成功;这时Doki的动物们冲了进来,吓跑了人群,迅速结束了骚乱。Nabi被展示穿过缝隙奔跑,当他冲出骚乱时,一个反对跨物种婚姻的抗议者被展示爱上了一个支持婚姻的成员,在跌入她怀中后,描绘了支持跨物种婚姻事业的希望时刻。Nabi在桥上遇到Jjintta Set,Il-ho向他出示Doki的第二张去天堂的票,暗示他希望Nabi加入她的旅程。Nabi立即将其撕成两半,表明他决心留下来战斗。看到Nabi的态度改变,Jjintta Set护送他去机场,Nabi搭乘Il-ho的摩托车。
途中,一个交通信号灯开始变红。意识到这会延误Nabi,Yi-ho冲到前面故意撞毁了他的摩托车,迫使两边的来车停下。Yi-ho为自己的行为感到高兴,但一个骑警用摩托车追赶他们。Il-ho在后视镜中注意到警察,Sam-ho赶上来提议用棒球棒和链子打警察,这让Il-ho很恼火。当Il-ho和Nabi继续前进时,Hana和灰兔子开着Hana的敞篷车赶上他们。在灰兔子把Nabi抬进车里后,Hana联系了她已经在机场的保镖Pizza。
在机场,Pizza保护Doki免受两边示威者的伤害,同时Nabi到达。Nabi面对Doki身后的反跨物种婚姻标志,它闪烁成支持跨物种婚姻的标志,代表着抗议者的斗争。Nabi无视标志和示威者,出于爱拥抱了Doki,摧毁了双方的论点(象征性地表现为全息标志的消失)。在重聚后,这对情侣以舞蹈般的动作躲避投掷的碎片,让人想起Doki在第一部动画中的白日梦。当这对情侣离开机场时,猫/兔关系有了希望:Hana对灰兔子献花的举动微笑,而脸红(且受伤)的Yi-ho得到了猫咪键盘手Pi的支持(Pizza用一个示威者的头擦掉了手上的鸡蛋)。
随着歌曲接近尾声,Nabi和Doki清理他们初次相遇的自动售货机上的涂鸦,以他们之间的干杯结束。附近,曾经挂满绿丝带的树现在长出了绿叶,象征着人们的梦想开始成为现实。

## 另一步
2016年1月12日,在原始五集的高清版本上传到YouTube后,SamBakZa发起了一个Indiegogo众筹活动(已筹集资金),以帮助资助《就是她》的新一集。新一集将主要聚焦Jjintta-set,三只邋遢的兔子,并将探索他们的起源以及他们最终决定帮助Doki和Nabi找到爱情的原因。最后一步于2020年8月18日在Newgrounds上正式播出,收费三天。后来于2021年发行DVD。
2024年3月30日,完整一集在SamBakZa的YouTube频道上公开。

### 剧情
当Doki和Nabi离开机场时,双方的抗议者跟随他们。Il-ho从天桥上看到这一幕,闪回到童年记忆,他在学校被学生虐待和殴打;他的母亲,一只兔子,试图安慰他,但他怒气冲冲地离开,他的狮子父亲因他不尊重的态度对他咆哮。在现在,在Jjintta Set的家里,Il-ho仍然因这段记忆而心烦意乱,命令Pi离开。当Il-ho试图强行赶她出去时,Yi-ho与他打斗,但被扔出窗外落在外面的反猫/兔抗议横幅上。
在一条小巷里,Yi-ho袭击了一个反猫/兔抗议者,他已经成为一个极端组织的一部分,该组织基地在垃圾场,为此他剃掉了耳朵,露出了卡比特固有的长而尖的耳朵形状。一个反猫/兔的猫抗议者被一只大兔子追赶,闯入Pi乐队表演的音乐俱乐部。当兔子在众人面前抓住并打他时,Pi下台斥责攻击者,但当她看到整个俱乐部都在手机上向她展示支持猫/兔的符号时停下了。沮丧之下,她试图与兔子打斗,但被Yi-ho阻止,同时兔子拖着失去能力的猫离开了建筑物。
Il-ho和穿着婚纱的Doki在山上的神社等待与Nabi拍照,但目睹他在路上被抗议者追赶。Doki向Il-ho提供他们婚礼的门票,但Il-ho警告说他们的后代将面临歧视。Doki反而看到她和Nabi有许多孩子,猫、兔子和卡比特和谐共处,新到达的Nabi无意中听到这些话而脸红。Pi出现并带领Il-ho去垃圾场,那里Yi-ho和他的帮派正在围捕和囚禁反猫/兔抗议者。
Il-ho、Sam-ho和Pi到达垃圾场confronts Yi-ho。在随后的战斗中,他们释放了被俘虏者,但导致一台挖掘机失去平衡。当挖掘机即将落在Yi-ho身上时,Il-ho通过将他扔开来救了他,并对被释放的反抗议者咆哮,他父亲咆哮的头部幻影在他身后显现。挖掘机倒下并压住了Il-ho。当Yi-ho悲伤时,Sam-ho与抗议者和反抗议者一起冲上去抬起挖掘机,让Yi-ho将Il-ho从下面拉出来。受伤的Il-ho playfully拍了拍他的脸,Pi以爱的拥抱扑倒Yi-ho。